# Serbie aux Jeux olympiques d'hiver de 2010
Cet article contient des informations sur la participation et les résultats de la Serbie aux Jeux olympiques d'hiver de 2010 à Vancouver au Canada. La Serbie était représentée par 10 athlètes.

## Cérémonies d'ouverture et de clôture

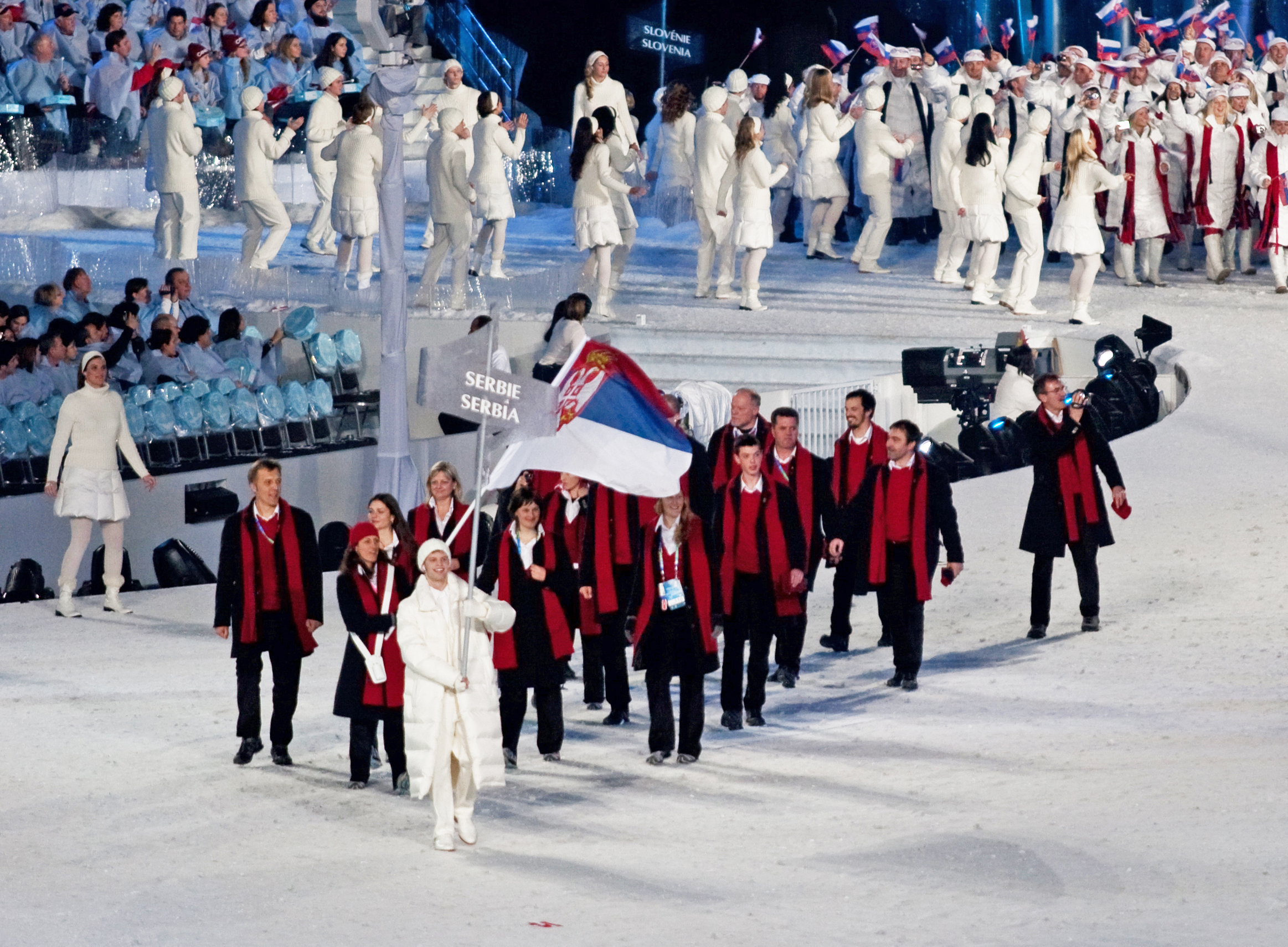
Entrée de la délégation serbe lors de la cérémonie d'ouverture.

Comme cela est de coutume, la Grèce, berceau des Jeux olympiques, ouvre le défilé des nations, tandis que le Canada, en tant que pays organisateur, ferme la marche. Les autres pays défilent par ordre alphabétique. La Serbie est la 69e des 82 délégations à entrer dans le BC Place Stadium de Vancouver au cours du défilé des nations durant la cérémonie d'ouverture, après le Sénégal et avant la Slovaquie. Cette cérémonie est dédiée au lugeur géorgien Nodar Kumaritashvili, mort la veille après une sortie de piste durant un entraînement. Le porte-drapeau du pays est le skieur alpin Jelena Lolovic.
Lors de la cérémonie de clôture qui se déroule également au BC Place Stadium, les porte-drapeaux des différentes délégations entrent ensemble dans le stade olympique et forment un cercle autour du chaudron abritant la flamme olympique. Le drapeau serbe est alors porté par Vuk Rađenović, spécialiste du bobsleigh.

## Engagés par sport

### Biathlon
Hommes
- Milanko Petrovic

### Bobsleigh
Hommes
- Slobodan Matijevic
- Vuk Radjenovic
- Igor Šarčević
- Milos Savic

### Ski alpin
Femmes
- Nevena Ignjatović
- Jelena Lolovic
- Marija Trmcic

### Ski de fond
Hommes
- Amar Garibovic

Femmes
- Belma Smrkovic

## Diffusion des Jeux en Serbie
Les Serbes peuvent suivre les épreuves olympiques en regardant les chaînes RTS 1 et RTS 2 du groupe public Radio-televizija Srbije (RTS), ainsi que sur le câble et le satellite sur Eurosport. Eurosport et Eurovision permettent d'assurer la couverture médiatique serbe sur Internet.